# Livro de mesa

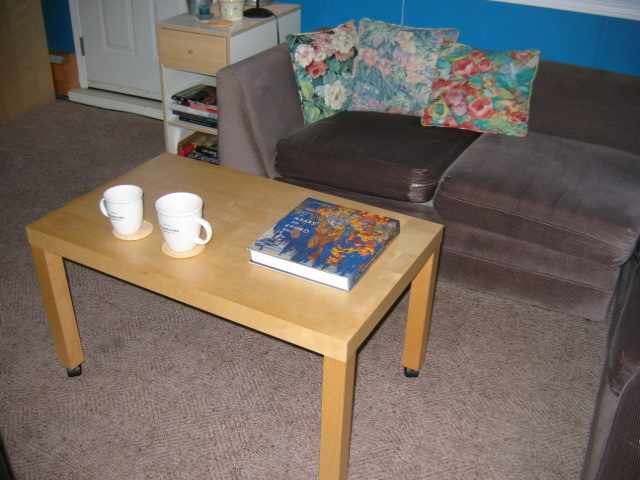
Livro de mesa de centro em uma mesa de centro

Um livro de mesa de centro ou simplesmente livro de mesa, mais conhecido em inglês como coffee table book (livro de mesa de café), é um formato de livro de grandes dimensões, normalmente de capa dura, cujo propósito é para exibição em uma mesa para uso em uma área em que se entretém os hóspedes e a partir do qual pode servir para inspirar a conversação ou passar o tempo. O assunto é predominantemente não-ficção e pictórico (um livro fotográfico). As páginas consistem principalmente em imagens de fotografias e ilustrações, acompanhadas de legendas e pequenos blocos de texto, em oposição à prosa longa. Como eles são direcionados a qualquer pessoa que possa pegar o livro para uma leitura leve, a análise dentro geralmente é mais básica e com menos jargão do que outros livros sobre o assunto. Por esse motivo, o termo "livro de mesa" pode ser usado pejorativamente para indicar uma abordagem superficial do assunto.
No campo da matemática, um livro de mesa geralmente é um caderno contendo vários problemas e teoremas matemáticos contribuídos por uma reunião da comunidade em um determinado local ou conectados por um interesse científico comum. Um exemplo disso foi o Livro Escocês criado por matemáticos da Universidade de Lviv nas décadas de 1930 e 1940.

## História
O conceito de um livro destinado a ser exposto mais do que para leitura foi mencionado por Michel de Montaigne em seu ensaio de 1581 "Sobre Alguns Versos de Virgílio": "Estou irritado que meus Ensaios só sirvam as mulheres para um móvel comum, um livro para pôr na janela da saleta..." Quase dois séculos depois, Laurence Sterne, em seu romance cômico de 1759 Tristam Shandy, apresentou uma visão mais alegre: "Como minha vida e opiniões provavelmente farão algum ruído no mundo, e ... não será menos lida do que o próprio Progresso do Peregrino - e, no final, provará exatamente aquilo que Montaigne temia que seus Ensaios virariam, isto é, um livro para uma janela de saleta..."
A partir do final da década de 1940, o editor Albert Skira e alguns outros, como Cailler e Editions Tisné, Éditions Mazenod e Harry N. Abrams, começaram a produzir grandes livros de arte em formato de fólio e quarto (4to), ilustrados com chapas de cores tipped-in, geralmente para mercados internacionais que foram significativos no desenvolvimento de livros de mesa, como são conhecidos hoje.
Às vezes, acredita-se que David Brower inventou o moderno livro de mesa. Enquanto atuava como diretor executivo do Sierra Club, ele teve a ideia de uma série de livros que combinavam fotografia da natureza e escritos sobre a natureza, com, como ele disse, "um tamanho de página grande o suficiente para transportar a dinâmica de uma determinada imagem. É necessário que o olho se mova dentro dos limites da imagem, não abranja tudo de uma só vez." O primeiro livro, "This is the American Earth", com fotografias de Ansel Adams e outros e texto de Nancy Newhall, foi publicado em 1960; a série ficou conhecida como a série "Formato de Exibição", com 20 títulos publicados.
O termo "coffee table book" apareceu na Arts Magazine em 1961, e em 1962 "The Coffee Table Book of Astrology" foi publicado.
Eles também encontraram usos na propaganda, como um livro sobre a vida do líder da Alemanha Oriental Walter Ulbricht e outro sobre o líder albanês Enver Hoxha.
Em 2011, o livro de Madonna, Sex, continuou sendo o livro de mesa esgotado mais procurado.